# Francesc Garrido
Francesc Garrido (Barcelona, España. 7 de septiembre de 1969) es un actor español de teatro, televisión y cine. Debutó en el teatro el año 1990 con la obra Alfons Quart, en la televisión con Estació d'enllaç en el año 1996 y en el cine el año 1999 con la película La ciudad de los prodigios. En 2017 apareció en la serie española Sé quien eres en el personaje de Juan Elías Giner, un respetado abogado con amnesia, acusado de secuestrar a su sobrina.

## Filmografía
Lista incompleta

### Cine
- El color del cielo (2022)
- Grietas (2019)
- Asamblea (2019)
- 4 latas (2018)
- El desentierro (2018)
- La comulgante (cortometraje, 2018)
- Bright side in D minor (cortometraje, 2018)
- The titan (2018)
- La película de nuestra vida (2016)
- L'artèria invisible (2015)
- Twice upon a time in the west (2015)
- Cuatro días de octubre (cortometraje, 2015)
- La adopción (2015)
- La ignorancia de la sangre (2014)
- Flow (2014)
- Pitahaya (cortometraje, 2014)
- Stella Cadente (2014)
- Gente en sitios (2013)
- Las heridas lilas (cortometraje, 2012)
- Emergo (2011)[1]
- Intereses mundanos Bar Mut (2011)
- Black Brown White (2011)
- L'audífon (cortometraje, 2011)
- Intensitat (cortometraje, 2011)
- La vida empieza hoy (2010)
- Estació de l'oblit (2009)
- Negro Buenos Aires (2009)
- 25 kilates (2009)
- El truco del manco  (2008)
- Gente de mala calidad (2008)
- Teresa, el cuerpo de Cristo (2007)
- Alatriste (2006)
- La silla (2006)
- El habitante incierto (2005)
- Mar adentro (2004)
- Te doy mis ojos (2003)
- Smoking Room (2002)
- La isla del holandés (2001)
- El viaje de Arián (2000)
- La ciudad de los prodigios (película) (1999)
- Un banco en el parque (2008)

### Televisión
- Clanes (2024) como inspector Naranjo
- Los artistas: primeros trazos (2023) como Olazábal[2]
- Contigo Capitán (2 episodios, 2022)
- La novia gitana (2022) como Buendía
- Jaguar (2021) como Marsé
- Días de Navidad (2019) como Mateo
- La sala (2019) como Yago Costa
- Sé quien eres (2017) como Juan Elías Giner
- Cites (2 episodios, 2015) como Èric
- Isabel (2014) como Juan Rodríguez de Fonseca
- El tiempo entre costuras (11 episodios, 2013-2014) como Claudio Vázquez
- Gran Reserva (42 episodios, 2010-2013) como Pablo Cortázar
- Ermessenda (2 episodios, 2011)
- Cazadores de hombres (4 episodios, 2008)
- Los hombres de Paco (7 episodios, 2008) como Inspector Portillo
- La Vía Augusta (12 episodios, 2007)
- Majoria absoluta (4 episodios, 2003)
- Crims (11 episodios, 2000)
- Estació d'enllaç (17 episodios, 1996-1999)

## Teatro
- La casa de les aranyes (2020)
- La resistencia (2019)
- Argentinamiento (2016 -2017)
- En veu baixa (2016)
- A la vora de l'aigua (2014)
- Nadie verá este vídeo (2012)
- Las listas (2009-2010)
- Traïció (2009)
- El rey Lear (2004)
- Casa de nines (2004)
- Àrea privada de caça (2003)
- Edipo XXI (2002)
- Coriolà (2002)
- Ganivets a les gallines (2001)
- Esperando a Godot (2001-2000)
- L'hort dels cirerers (2000)
- La nit de les tríbades (2000-1999)
- Molt soroll per no res (1999)
- L'Hèroe (1999-1998)
- Senyoreta Júlia (1998)
- La tempesta (1997-1998)
- Sara i Simon (1997)
- Amfitrió  (1996-1997)
- Grecs (1995)
- Treballs d'amor perdut (1995)
- Les alegres casades de Windsor (1995-1994)
- Literatura (1993)
- Un día (1993)
- Alfons Quart (1990)[3]
- Els Nostres Tigres Beuen Llet (2012-2013)

## Premios
Premios Feroz
| Año  | Categoría                             | Película      | Resultado |
| ---- | ------------------------------------- | ------------- | --------- |
| 2017 | Mejor actor protagonista de una serie | Sé quien eres | Nominado  |

Premios Butaca
| Año  | Categoría                   | Película     | Resultado |
| ---- | --------------------------- | ------------ | --------- |
| 2002 | Mejor actor catalán de cine | Smoking Room | Candidato |

Festival de Cine Español de Málaga
| Año  | Categoría                                                                                     | Película     | Resultado   |
| ---- | --------------------------------------------------------------------------------------------- | ------------ | ----------- |
| 2002 | Biznaga de Plata (Sección Oficial): Mejor actor (ex aequo con el resto del reparto masculino) | Smoking Room | Ganador(es) |

Otros premios
- Premio de la Crítica Teatral de Barcelona (1998, XI Edición) por su interpretación en las obras L'Hèroe y Molt soroll per no res.